# محوطه گلفرج
محوطه گلفرج مربوط به سده‌های میانه دوران‌های تاریخی پس از اسلام است و در شهرستان جلفا، بخش مرکزی، دهستان شجاع، ۲ کیلومتری ضلع جنوبی روستای گلفرج واقع شده و این اثر در تاریخ ۲۷ اسفند ۱۳۸۶ با شمارهٔ ثبت ۲۲۵۷۸ به‌عنوان یکی از آثار ملی ایران به ثبت رسیده است.